# Фудкорт

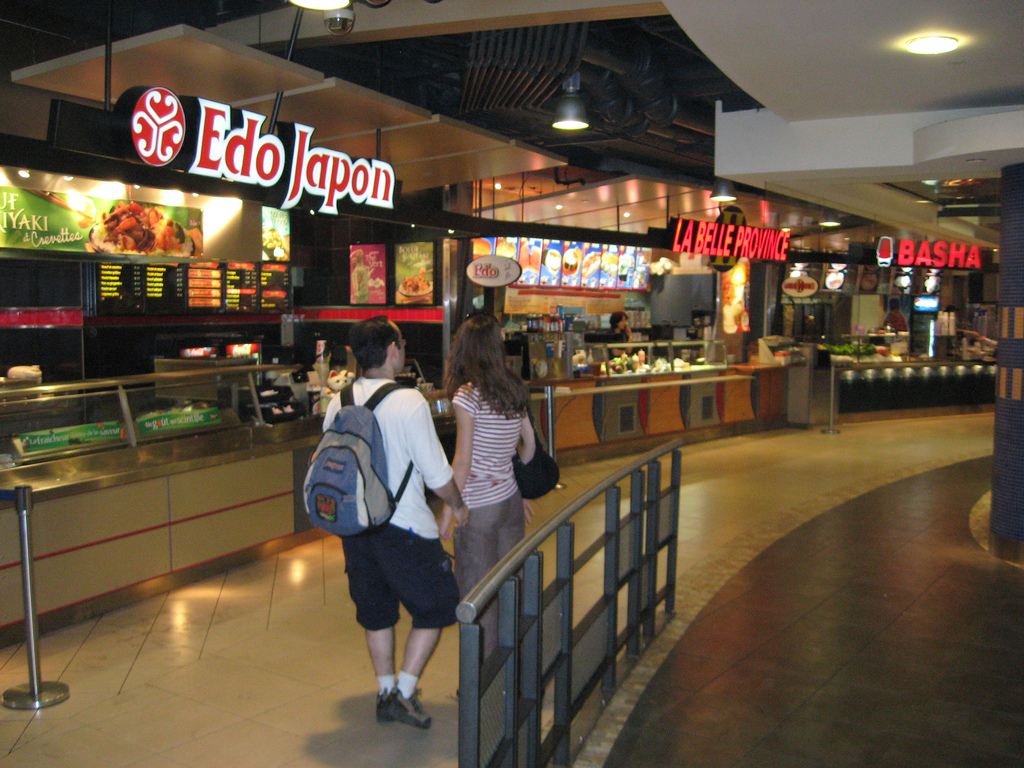
Типичный фудкорт в торговом центре в Монреале

Фудко́рт или фуд-корт (англ. food court), также ресторанный дворик — зона питания в торговом центре, гостинице, аэропорте, на вокзале или, в некоторых случаях, отдельном здании (фудмолл, англ. food mall), где посетителям предлагают услуги сразу несколько предприятий питания, имеющих общий зал для принятия пищи. В некоторых университетах и школах фудкорты могут дополнять или заменять традиционные кафетерии.

## История
Существование фудкортов обусловлено, в первую очередь, экономичностью и возможностью посетителя выбрать различную еду при посещении одного и того же места, что обеспечивает большое количество постоянных посетителей. Экономичность фудкортов также обеспечивается в использовании одноразовой посуды, дешёвой и простой в уходе мебелью для облегчения чистки и уменьшении затрат на эксплуатацию зала.
Первый успешно работающий фудкорт открылся в марте 1974 года в торговом центре Парамес-Парк в Парамесе, Нью-Джерси. Ранее в 1971 году фудкорт был открыт в Плимут-Митинг-Молл в одноимённой статистически обособленной местности, однако был вскоре закрыт из-за недостаточности площади для питания и малого выбора.

## Концепция фудкорта
Принцип работы фудкортов заключается в том, что посетитель заказывает еду и напитки в одном из расположенных в помещении предприятий питания и самостоятельно относит заказ в общий зал. Некоторые предприятия питания могут предлагать услуги официантов. В типичных североамериканских и европейских фудкортах расположены сети быстрого питания, такие как McDonald’s и Sbarro, также возможно наличие нескольких мелких частных продавцов. Выбор предлагаемой кухни различен, в более крупных фудкортах можно встретить абсолютно различные предприятия питания от крупных сетевых до мелких продавцов, предлагающих традиционную или национальную кухню. Во многих фудкортах существует несколько отделов, которые продают готовые блюда для покупателей на дом.

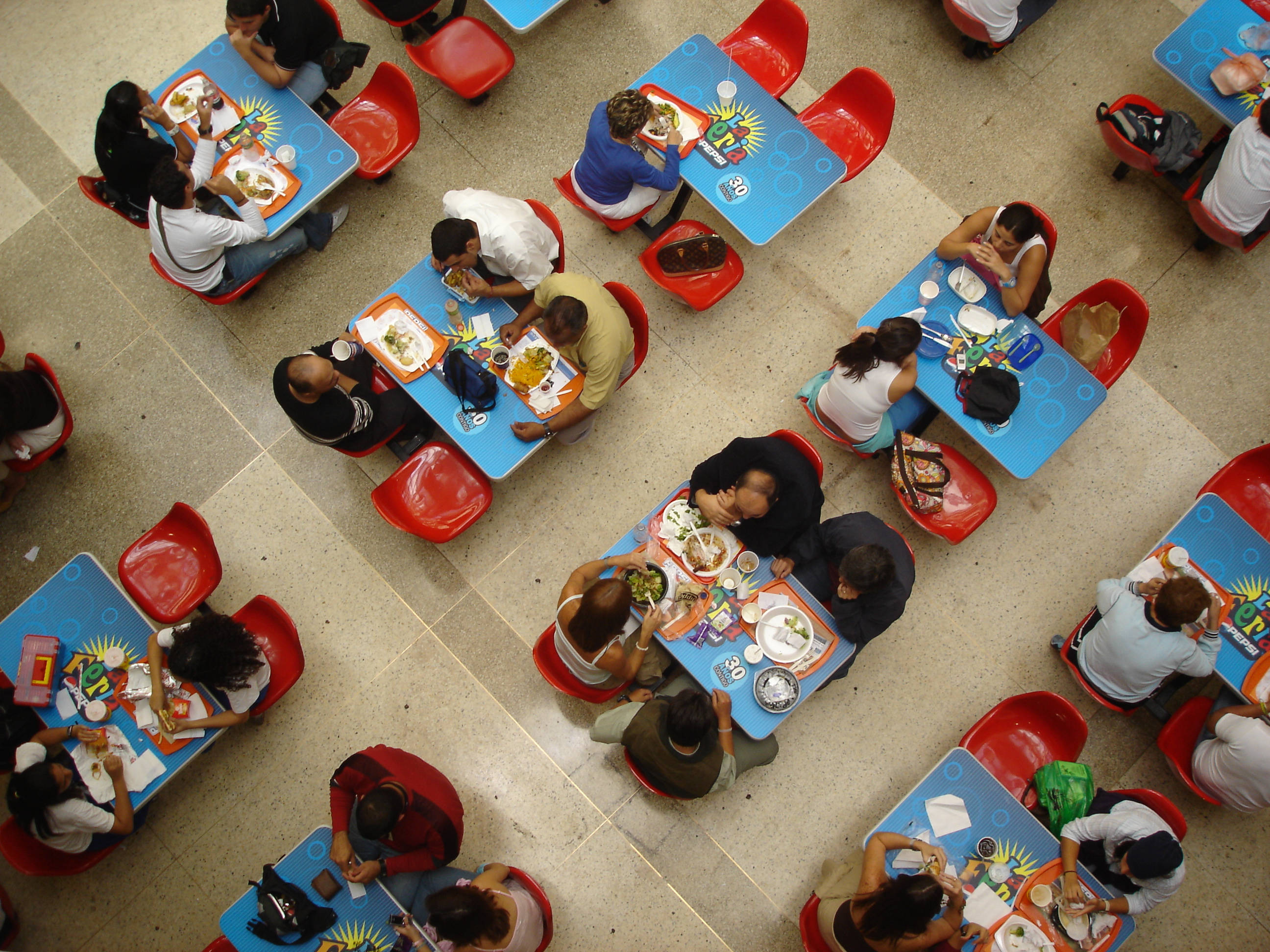
Фудкорт в Каракасе
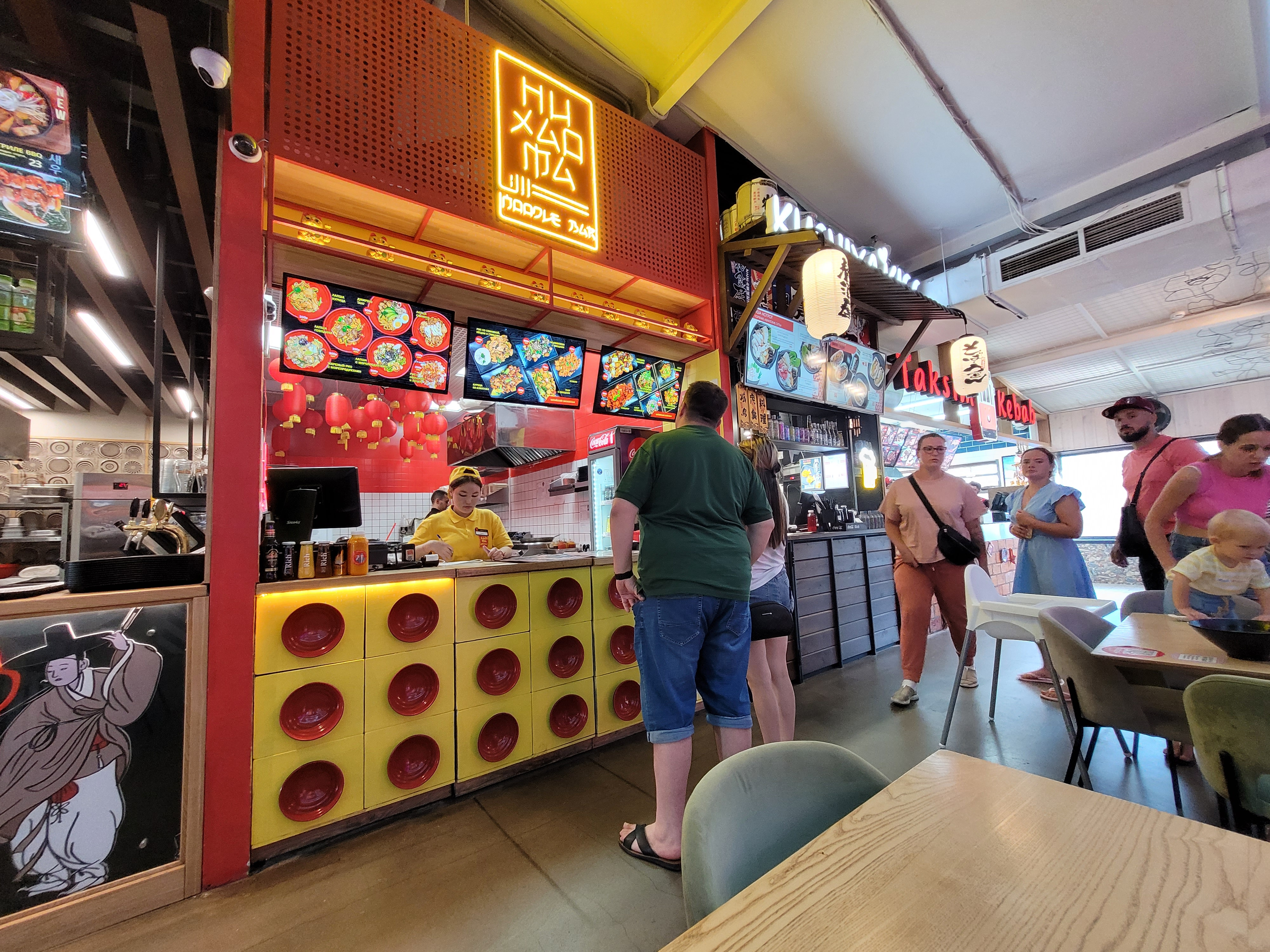
Фудкорт Кооператив во Владивостоке, 2022 год
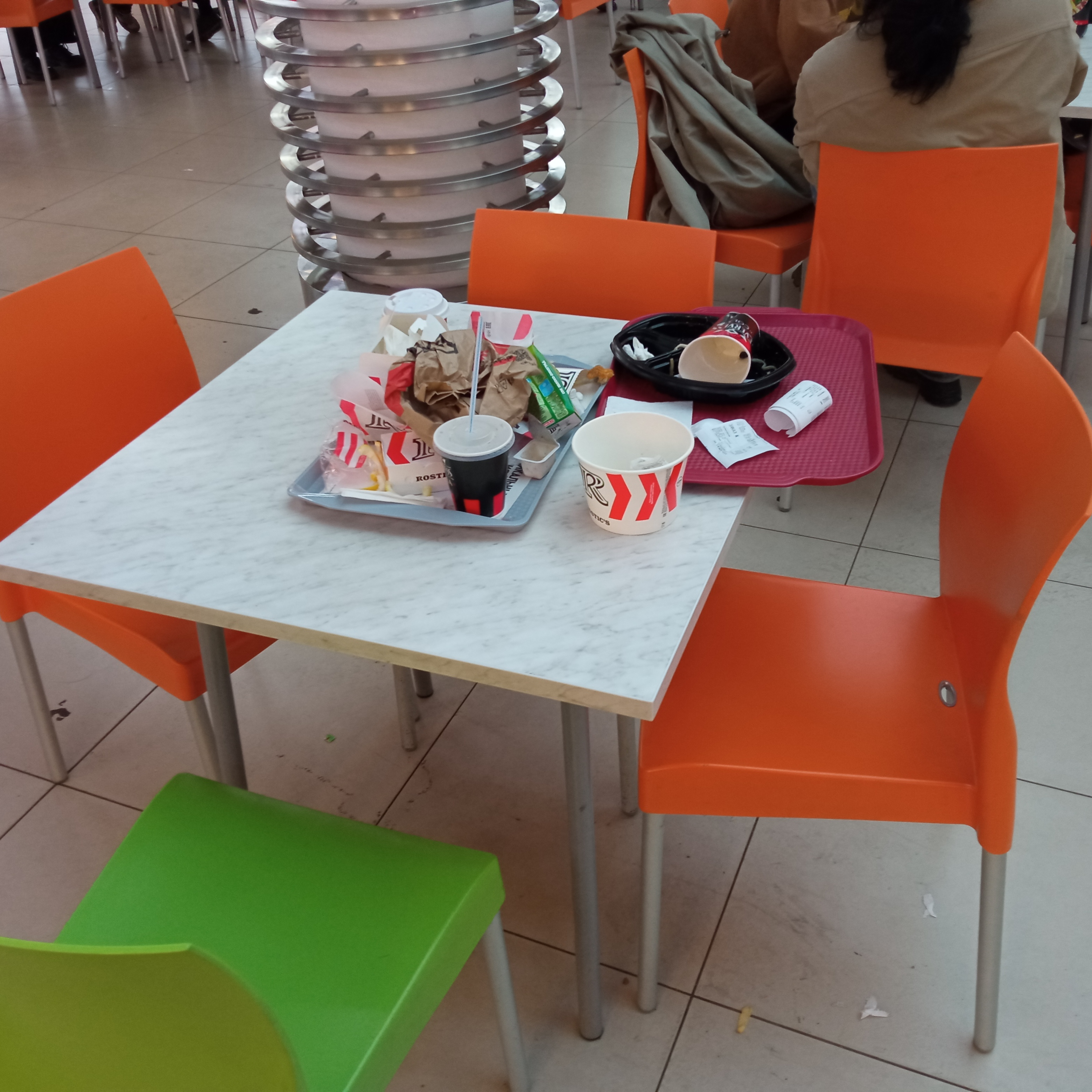
Одно из самых частых явлений на фудкорте — нежелание посетителей убирать со стола мусор после себя, поскольку он и так убирается персоналом

## Фудмолл

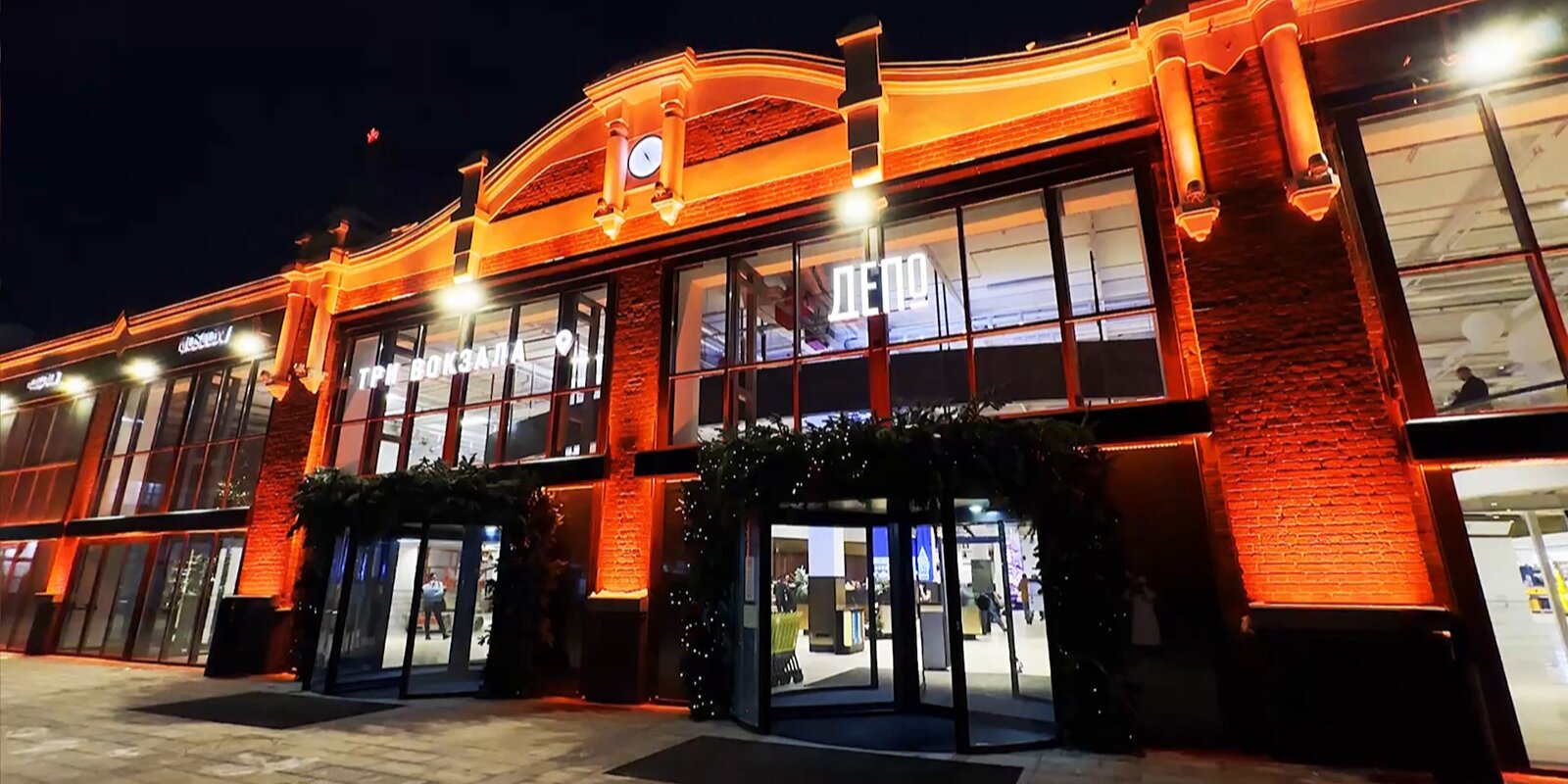
Здание фудмолла «Депо. Три вокзала» в Москве

Формат, объединяющий множество точек общественного питания под одной крышей. Обычно фудмолл занимает отдельное здание или несколько его этажей.
Первый в России фудмолл «Депо.Москва» открыт в 2019 году в Москве. В ноябре 2022 года открыт фудмолл Vokzal 1853 в здании Варшавского вокзала в Санкт-Петербурге.